# Nelson Monteiro
Nelson Monteiro de Souza (Rio de Janeiro, 22 de abril de 1904 — , ) foi um basquetebolista e médico brasileiro.
Começou a jogar basquete no Vila Isabel. Posteriormente, transferiu-se para o Fluminense, onde chegou a ser diretor. Foi campeão carioca em 1926, 1927 e 1931.
Integrou a Seleção Brasileira de Basquetebol Masculino que competiu nos Jogos Olímpicos de Berlim em 1936.  Na ocasião, também atuou como médico da delegação brasileira e, por ser mais velho, era considerado o chefe da missão em Berlim.